# Osmanischer Barock

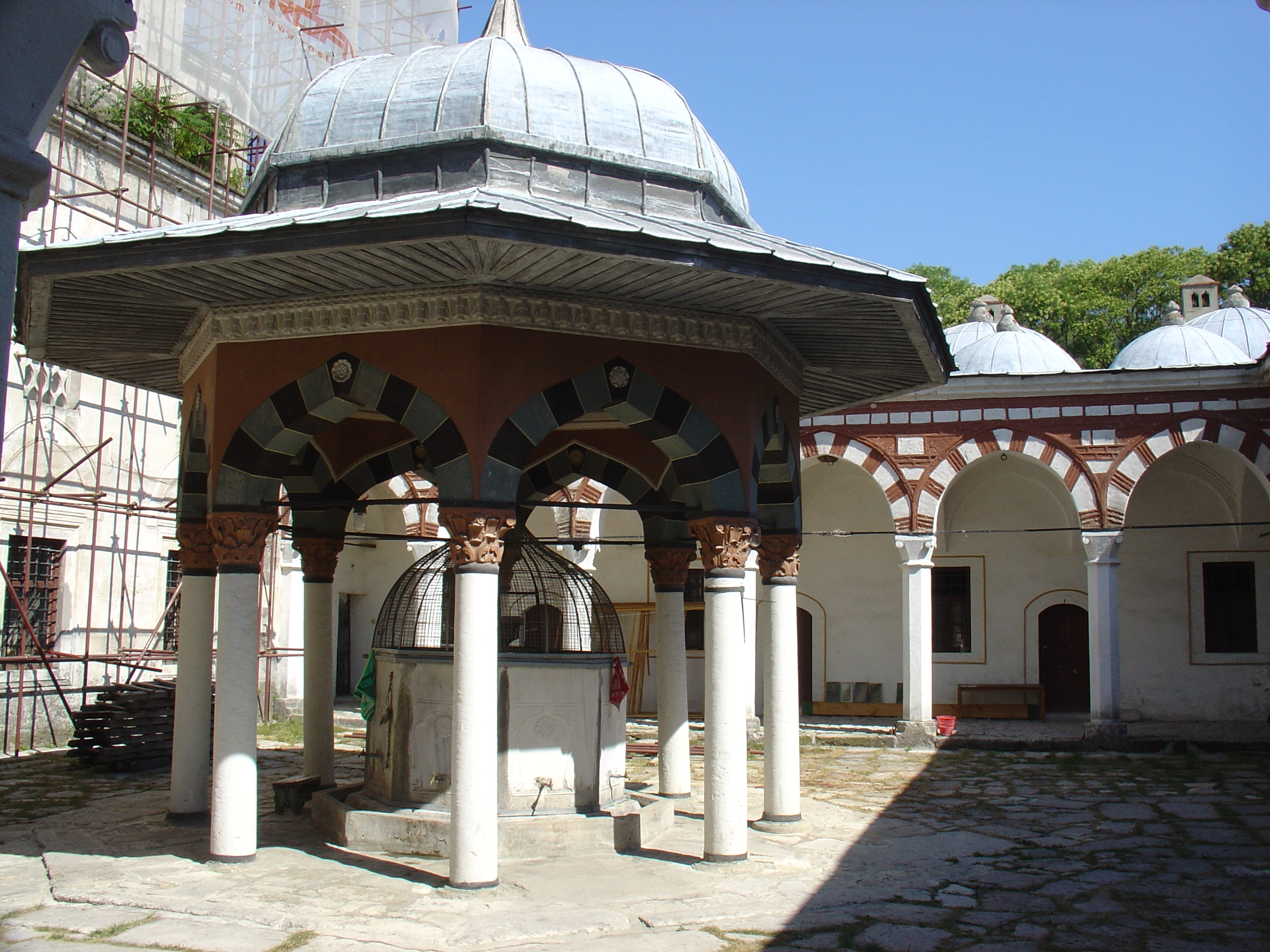
Der Innenhof der Tombul-Moschee

Osmanischer Barock (auch Türkischer Barock, Osmanisches oder Türkisches Rokoko) ist eine mittlerweile umstrittene Bezeichnung für eine Epoche der osmanischen Kunstgeschichte, die dem Kunsthistoriker Celâl Esat Arsewen (1875–1971) zufolge von 1730 bis 1808 dauerte. Die Bezeichnung Osmanischer Barock ist etwa seit der Mitte des 20. Jahrhunderts gerade durch das Werk des Architekten Doğan Kuban geläufig, wurde aber seit den 1980ern zunehmend kritisiert.
Traditionell stand die Bezeichnung vor allem für das 18. Jahrhundert, als das Osmanische Reich sich verstärkt westlichen, europäischen Einflüssen öffnete, wenn auch das Ausmaß dieser Kontakte lange überschätzt wurde. Tatsächlich waren aber in der Architektur und den graphischen und plastischen Künsten seit der Mitte des 18. Jahrhunderts bereits Einflüsse des Barocks spürbar, besonders in der Nuruosmaniye-Moschee, die allerdings ein eher einzigartiges Experiment bleiben sollte. Für den Laien ist dieser Einfluss allerdings kaum wahrzunehmen, da die osmanische Moscheenarchitektur in dieser Periode (noch) keine radikale Änderung erfährt.
Neuerungen in der Dekoration sind allerdings spürbar. Tatsächlich ist es der osmanische Brunnen, der im 18. Jahrhundert eine revolutionäre Entwicklung durchmisst. Vom reinen Nutzbau wird er zum eigenständigen, oft freistehenden Monument und spiegelt eine eklektische Mischung aus dekorativen Elementen aus sowohl dem osmanischen und islamischen Repertoire als auch den europäischen Barock- und Rokokoformen (etwa Kartuschen) wider. Als Dekorationsstil verbreitet sich der sogenannte Osmanische Barock relativ rasch, gerade nach dem 18. Jahrhundert, auch in den Provinzen.
Den Auftakt zum sogenannten Osmanischen Barock bildete in der älteren Kunstgeschichtsschreibung die sogenannte Tulpenzeit (türkisch lâle devri) von 1718 bis 1730 unter Sultan Ahmed III., die ihren Namen von der Vorliebe für die Darstellung der Tulpe ableitete. Tatsächlich war die Tulpenzeit eine womöglich politisch bedingte Erfindung des 20. Jahrhunderts und keine Selbstbezeichnung in dieser Periode. Dass Ahmed III. im Istanbuler Stadtteil Kâğıthane das Schloss Saadâbad nach dem Vorbild Versailles errichtet hätte, gilt mittlerweile als Mythos. Als tatsächliche Vorbilder dürften zeitgenössische Bauten im Safawidischen Persien gedient haben sowie Vorgängerbauten in Edirne, das bis 1703 temporäre Residenz des Sultans war.
Legenden zufolge war auch die Nuruosmaniye-Moschee, der ikonische Bau des sogenannten Osmanischen Barocks, nach westlichen Vorbildern erbaut worden, was dem Sultan das Missbilligen konservativer Gesellschaftsteile eingebracht habe. Wie auch die Versailles-Theorie über Saadâbad gibt es allerdings keine osmanischen Quellen für diese Ereignisse. Spätere Geschichtsschreiber, so die Kritik, hätten sich zu sehr an den Reiseberichten europäischer Touristen orientiert, die im Hinblick auf ihr Publikum daheim wohl einiges zu unkritisch in ihre Notizen aufgenommen oder gar erfunden hätten.
Die Kennzeichnung dieser Epoche als dekadent und als Niedergangsphase wird heute von Kunsthistorikern kaum noch geteilt.